# 高砂市消防本部
高砂市消防本部（たかさごししょうぼうほんぶ）は、兵庫県高砂市の消防部局（消防本部）。管轄区域は高砂市全域。

## 概要
- 消防本部：高砂市伊保4-553-1
- 管内面積：34.40km2
- 職員定数：93人
- 消防署1カ所、分署1カ所
- 主力機械（2024年4月1日現在）
  - 普通消防ポンプ自動車：2
  - 水槽付消防ポンプ自動車：1
  - 大型高所放水車：1
  - 泡原液搬送車：1
  - 化学消防自動車：2
  - 高規格救急自動車：4
  - 救助工作車：1
  - 指揮車：1
  - 資機材搬送車：1
  - 物資搬送車：2
  - 連絡車：1
  - 支援車：1
  - 人員搬送車：1
  - 連絡車：1
  - 査察広報車：1

## 沿革
- 1948年3月7日　自治体消防として、高砂町消防本部・高砂町消防署を設置する。
- 1954年7月1日　市制施行に伴い、高砂市消防本部・高砂市消防署に改称する。
- 1957年7月1日　消防本部・消防署が新市庁舎内に移転する。旧庁舎を高砂分署とする。
- 1963年4月26日　救急自動車を配備し、救急業務を開始する。
- 1970年12月　屈折はしご付消防自動車を配備する。
- 1971年7月　化学消防自動車を配備する。
- 1982年3月　現在地に消防本部・消防署庁舎を新築し移転する。3点セット（大型高所放水車・大型化学消防自動車・泡原液搬送車）を配備する。
- 1991年12月　救助工作車を配備する。
- 1997年12月24日　高規格救急自動車を配備する。
- 1998年1月5日　準高規格救急自動車を高砂分署に配備し、救急業務を開始する。
- 2000年9月29日　高規格救急自動車を高砂分署に配備する。

## 組織
- 本部 - 総務課、予防課、消防課
- 消防署

## 消防署
| 消防署       | 住所        | 分署                  |
| ------------ | ----------- | --------------------- |
| 高砂市消防署 | 伊保4-553-1 | 高砂：高砂町南本町914 |